# Watson Briggs
Watson Briggs (* 13. Juli 1987) ist ein schottischer Badmintonspieler.

## Karriere
Watson Briggs gewann 2007 seine ersten beiden Titel bei den schottischen Einzelmeisterschaften. 2008 verteidigte er den Titel im Mixed und siegte bei den Welsh International. 2009 wurde er erneut zweifacher nationaler Titelträger. 2010 gewann er einmal mehr die Mixedkonkurrenz.

## Sportliche Erfolge
| Saison | Veranstaltung                     | Disziplin    | Platz | Name                               |
| ------ | --------------------------------- | ------------ | ----- | ---------------------------------- |
| 2007   | Schottland: Einzelmeisterschaften | Mixed        | 1     | Watson Briggs / Imogen Bankier     |
| 2007   | Schottland: Einzelmeisterschaften | Herrendoppel | 1     | Andrew Bowman / Watson Briggs      |
| 2008   | Welsh International               | Mixed        | 1     | Watson Briggs / Jillie Cooper      |
| 2008   | Schottland: Einzelmeisterschaften | Mixed        | 1     | Watson Briggs / Imogen Bankier     |
| 2009   | Schottland: Einzelmeisterschaften | Mixed        | 1     | Watson Briggs / Imogen Bankier     |
| 2009   | Schottland: Einzelmeisterschaften | Herrendoppel | 1     | Watson Briggs / Imogen Bankier     |
| 2010   | Schottland: Einzelmeisterschaften | Mixed        | 1     | Watson Briggs / Imogen Bankier     |
| 2012   | Schottland: Einzelmeisterschaften | Herrendoppel | 1     | Paul van Rietvelde / Watson Briggs |